# Direitos LGBT na Arábia Saudita
As pessoas lésbicas, gays, bissexuais e transexuais (LGBT) na Arábia Saudita enfrentam desafios legais em todo o país. A relação entre parceiros do mesmo gênero é ilegal e, devido a isso, os direitos LGBT não são reconhecidos pelo governo da Arábia Saudita. Os costumes e as leis sociais sauditas são influenciadas fortemente pelos costumes árabes e pelo wahhabismo. A homossexualidade e a transgeneridade são vistas como atividades imorais e indecentes. A lei, portanto, castiga os atos de homossexualidade ou transgeneridade por meio de execução, prisão, multas, castigo corporal, flagelação e chicotadas.

## Leis
A Arábia Saudita não possui uma súmula legislativa como código criminal, devido à consistência de decretos e decisões legais de juízes e clérigos muçulmanos como parte legal da lei. Grande parte da lei escrita foi concentrada nas áreas de economia e relações exteriores. Em 1928, o conselho judicial saudita recomendou aos juízes muçulmanos que buscassem orientação acerca da homossexualidade em dois livros do jurista Marʿī ibn Yūsuf al-Karmī al-Maqdisī, ligado ao hanbalismo. Segundo o livro, a sodomia (liwat) é tratada como fornicação e deve ser punida do mesmo modo. Se o adúltero (muḥṣan) for livre, deve ser apedrejado até a morte. O solteiro livre, portanto, deve receber 100 chicotadas e banido por um ano.
De acordo com o autor do livro, a sodomia é comprovada pelo autor ou pelo testemunho de quatro homens muçulmanos confiáveis, que foram testemunhas presentes do ato. Se houver menos de quatro testemunhas, ou se uma delas não é confiável e definitiva, todos devem ser castigados com 80 chicotadas por difamação. Na década de 1980, o rei saudita Khaled emitiu numerosos decretos de lei destinado à garantia do apoio entre conservadores religiosos durante a Tomada da Grande Mesquita em 1979. O regulamento "Regras de Apreensão, Detenção Temporária e Detenção Preventiva" inseriu a homossexualidade dentro do código penal saudita, listando-a entre os crimes que justificavam prisão e detenção.
Além da aplicabilidade de lei que fora imposta, um segundo decreto emitido pelo Comissão para a Promoção da Virtude e Prevenção do Vício deu autoridade para prender e deter pessoas que violassem as instruções tradicionais do islã, incluindo a relação homoafetiva e a transgeneridade. Combater a homossexualidade é um dos principais objetivos do Comissão para a Promoção da Virtude e Prevenção do Vício, juntamente com a campanha de combate ao alcoolismo e à prática de magia no país.

## Casos
Em 2000, o governo alegou que havia condenado nove homens sauditas a prisões extensivas, devido à tentativa de envolvimento em práticas homossexuais. No mesmo ano, o governo executou três trabalhadores iemenitas por homossexualidade e abuso sexual de menor. Em 2001, o governo estabeleceu regras formais para procedência criminal em função da homossexualidade, embora muitos tribunais tenham adotado as regras de maneira vagarosa. No mesmo ano, o professor Muhammad Al-Suhaimi foi acusado de promover a homossexualidade e, após um julgamento formal, foi condenado à prisão. Em 2006, recebeu indulto e retomou a lecionar.

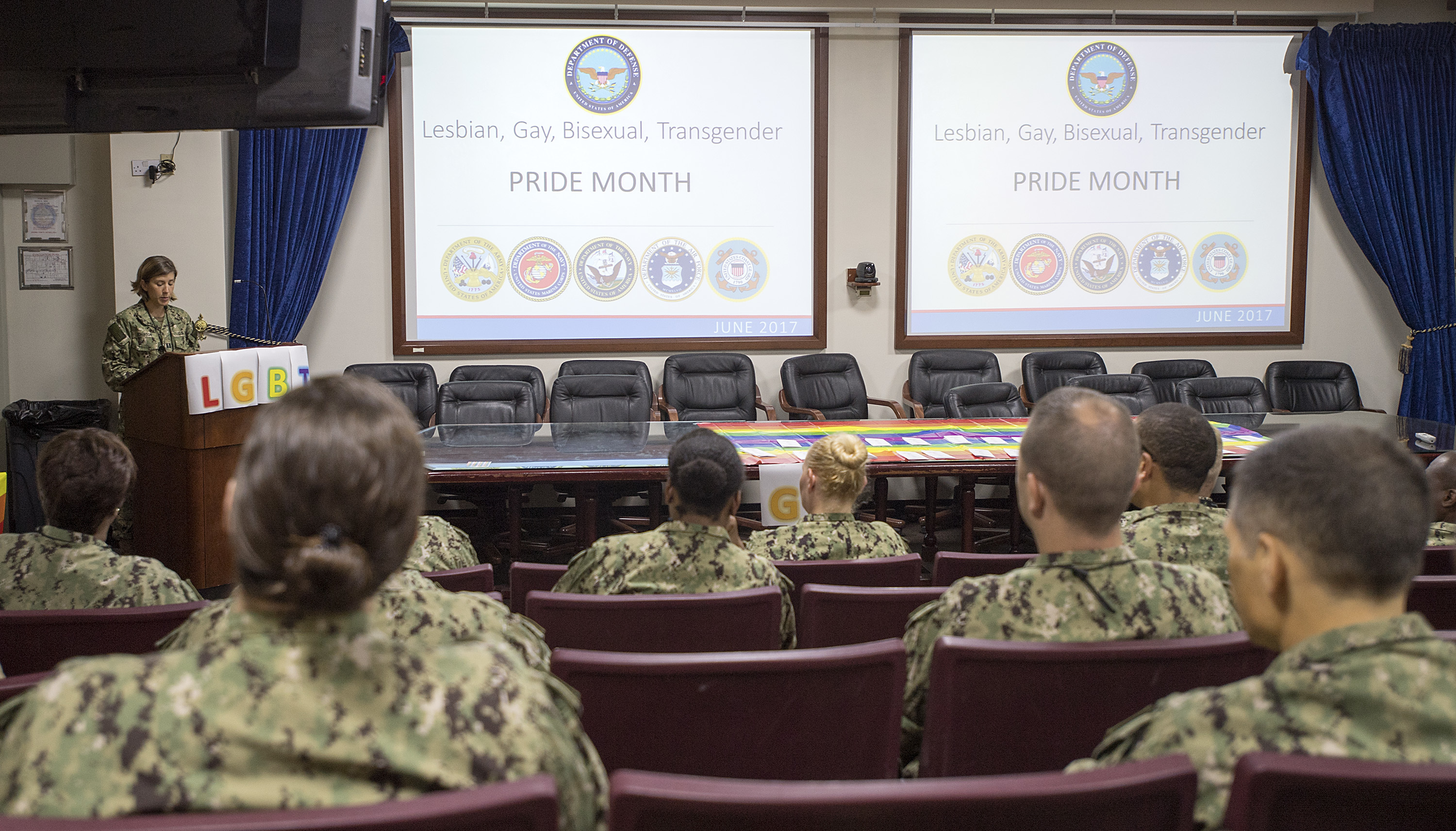
Observância dos direitos LGBT, nas Forças Navais Americanas

Em maio de 2005, o governo prendeu 92 homens por homossexualidade, que receberam desde multas, ataques e sentenças de prisão como punição. Da mesma forma, em 7 de novembro de 2005, a polícia do Riade invadiu um concurso de beleza para homens gays, na região de Qatif. O desfecho e a punição dos homens suspeitos de organizarem o evento não é conhecida. Em outubro de 2007, ativistas britânicos dos direitos humanos declararam que o governo saudita estava enviando material de mesquitas britânicas pedindo o assassinato de homossexuais e submissão feminina. Por meio de relatos de 2004 e 2005, ao viver de modo ilegal na Arábia Saudita, as pessoas são frequentemente acusadas de outros crimes, envolvendo drogas ilícitas, pornografia, prostituição e homossexualidade. Em 2008, uma incursão militar prendeu trabalhadores filipinos sob a acusação de consumo de álcool e prostituição gay. O artigo de um jornal árabe afirmou que os direitos dos homossexuais não são reconhecidos nos países do Oriente Médio e a publicação de qualquer material relacionado é proibida.
Os protestos de organizações internacionais dos direitos humanos levaram algumas autoridades sauditas na embaixada da Arábia Saudita em Washington D.C. a utilizar a pena de morte apenas em casos de abuso sexual, estupro, agressão sexual, assassinato ou envolvimento com qualquer ideologia política. Em 2010, o príncipe Saud da Arábia Saudita foi acusado do assassinato de seu companheiro enquanto estava de férias em Londres. Posteriormente, foi condenado e sentenciado a um longo período de prisão. Segundo o promotor que participou da resolução do crime, alegou que o príncipe abusou sexual e fisicamente de seu servo e pagou outros homens por serviços sexuais. O príncipe saudita foi transferido de volta à Arábia Saudita, como parte de um acordo de troca de prisioneiros do Reino Unido e da Arábia Saudita. Entre 2011 e 2012, o jornal saudita Okaz anunciou que o governo havia detido mais de 260 pessoas sob a alegação de crime de homossexualidade, durante o período de um ano. De acordo com o relatório oficial, os homens eram transgêneros e foram capturados utilizando maquiagem e tentando se relacionarem com outros homens. Durante essa onda de repressão do governo contra a homossexualidade, a Comissão para a Promoção da Virtude e Prevenção do Vício foi autorizada a realizar detenções de suspeitos homossexuais. Em 2010, um homem saudita de 27 anos foi condenado a cinco anos de prisão, a quinhentas chicotadas e a uma multa
de 50.000 riyals, depois de aparecer em um vídeo gay amador publicado na internet. De acordo com uma fonte anônima do governo, o tribunal distrital condenou o acusado em um caso de homossexualidade por interpretar um oficial de segurança e se comportar de maneira vexatória, contrariando os ensinamentos islâmicos.
Os funcionários do governo saudita, no entanto, não estão imunes a sanções criminais. O diplomata Ali Ahmad Sasseri solicitou asilo político nos Estados Unidos, depois que o governo da Arábia Saudita descobriu sua orientação sexual. Relatórios recentes de pessoas executadas por homossexualidade incluem a adição de outros crimes, como o roubo, estupro ou assassinato. Como exemplo, um iemenita gay foi executado por homossexualidade e assassinato em 2013. Em 2014, um homem de 24 anos de idade da Arábia Saudita, foi condenado a três anos de detenção e 450 chicotadas depois que o tribunal de Medina o considerou culpado de promover o vício e praticar a homossexualidade. A conta do Twitter do acusado foi utilizado como base de acusação, visto que o tribunal verificou que o iemenita estava a praticar encontros com outros homens.

## Direito à privacidade
A constituição da Arábia Saudita não prevê o direito à privacidade. O governo pode, com ordem judicial, cassar casas, veículos, estabelecimentos e interceptar comunicações privadas. As pessoas que vivem no país são obrigadas a pressupor que as comunicações podem ser apreendidas pelo governo a fim de investigação criminal. Em consequência, as pessoas LGBT tendem a sofrer estas ações.

## Discriminação e assédio
A Arábia Saudita não tem leis a contra a discriminação sexual ou de gênero. O assédio ou a violência contra pessoas LGBT não são abordadas em nenhum conjunto de leis sob o argumento de crimes de ódio. Na Arábia Saudita, a advocacia para os direitos LGBT é ilegal. O país não permite que casamento entre pessoas do mesmo sexo ou quaisquer tipos de união civil sejam utilizadas como evidência em processos criminais.
Em 2011, o ex-futebolista romeno Mirel Rădoi, foi multado em 20.000 riyals e suspenso por duas partidas depois de ter chamado Hussein Sulaimani, jogador de futebol da Arábia Saudita, de gay. O comentário de Mirel foi visto como insulto e o caso tornou-se controverso, incluindo a recusa de Hussein em apertar a mão de Mirel após um jogo entre os dois times. Em 2013, os países cooperativos do Golfo, anunciaram planos para proibir a entrada de estrangeiros LGBT nos países do Golfo.

## Educação
A educação pública na Arábia Saudita é necessária para ensinar valores islâmicos baseados na interpretação do Alcorão, que inclui uma forte condenação da homossexualidade. Além disso, o islã condena transgêneros. O Ministério da Educação da Arábia Saudita aprovou livros didáticos que refletem a visão islâmica contra os atos homossexuais, afirmando que a homossexualidade é um dos pecados mais repugnantes e um dos maiores crimes do país e que, ademais, a punição adequada para o ato intencional de relações homossexuais em público é a pena de morte. Em 2012, o governo saudita pediu ajuda à Comissão para a Promoção da Virtude e Prevenção do Vício para expulsar estudantes que foram julgados, de acordo com o seu comportamento, como gays ou lésbicas.
No país, existem escolas privadas que buscam atender às necessidades de cidadãos expatriados. Geralmente, as escolas particulares da Arábia Saudita podem criar seu próprio currículo escolar. No entanto, a menos que a maioria das famílias expatriadas sejam muçulmanas, é provável que a escola ensine apenas as crenças básicas islâmicas, por meio de lições sobre cultura, língua e história da Arábia Saudita. O conteúdo didático sobre homossexuais e transgêneros tende a ser influenciado pelas atitudes de expatriados e de seu país de origem.

## Censura
O governo saudita censura a mídia com multas, prisões e, no caso de estrangeiros, acata a deportação para qualquer pessoa que produza, importe ou distribua mídia sem aprovação governamental. O conteúdo da mídia, incluindo a publicidade, não pode insultar a família real ou estar em conflito com os ensinamentos islâmicos. A homossexualidade e a transgeneridade são tratadas apenas em notícias que retratem, em primazia, de questões criminais, a pandemia do HIV e AIDS ou em alusões à decadência moral ocidental. Deste modo, nenhum endosso aos direitos LGBT é permitido para ser circulado. Os programas de rádio e televisão são igualmente proibidos de expressar apoio aos direitos LGBT, mas a homossexualidade e a transgeneridade podem ser discutidas, caso as atitudes e os preconceitos negativos venham a ser reforçados. Quando televisionada, a homossexualidade é vista como imoralidade ou doença. Em outros casos, a abordagem homossexual na televisão acontece com enfoque em celebridades, como o caso de Mirel Rădoi que insultou o jogador da Arábia Saudita.

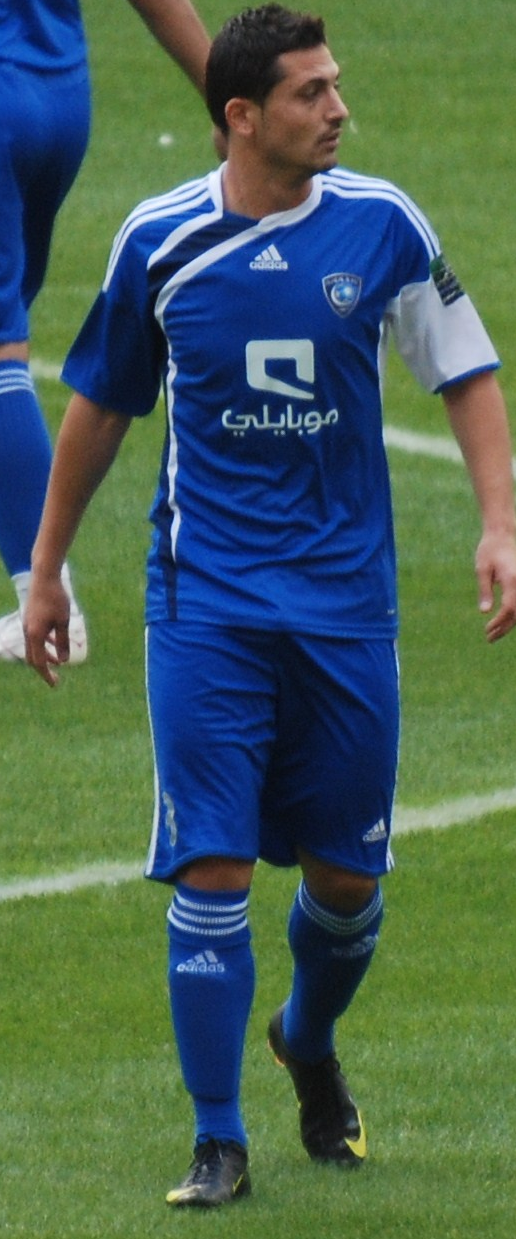
Jogador Mirel Rădoi, acusado de ofensa ao jogador saudita

O governo não permite a existência de cinemas públicos, mas os filmes podem ser comercializados em diversas lojas de varejo. A permissão para realizar festivais de cinema deve ser concedida por órgãos governamentais. Filmes ou qualquer material de cinema que abordem a homossexualidade são analisados e impossibilitados de exibição. A regulamentação governamental saudita na internet enquadra-se nos decretos de crimes informáticos. O Artigo 6 do decreto proíbe a criação, distribuição ou acesso a conteúdo em páginas web que tenha alusão pornográfica ou que viole valores religiosos e da moral pública]] e seja uma ameaçada à saúde dos sauditas. O governo saudita bloqueia frequentemente usuários que acessam websites de endosso LGBT. As restrições são cabíveis em blogs, redes sociais e em plataformas que distribuam vídeos.
Em 2010, um homem saudita de 27 anos de idade foi acusado de homossexualidade ao personificar um personagem policial em um vídeo on-line. Neste mesmo vídeo publicado pelo próprio usuário, ele discute a cultura popular do país, mostra o peito e flerta com o cinegrafista. O acusado, no entanto, recebeu um ano de prisão, 1.000 chicotadas e foi obrigado a pagar uma multa no valo de 5.000 riyals.
Clubes, entidades filantrópicas e organizações políticas que avalizem suporte aos direitos LGBT têm seu funcionamento inviabilizado pelo governo. Somente o Partido Verde da Arábia Saudita expressou publicamente o apoio aos direitos LGBT e pediu maior consenso público sobre questões de orientação sexual e identidade de gênero. No entanto, devido às influências LGBTs, o partido está perdendo sua legalidade e sendo suspenso tacitamente.

## Identidade de gênero
As punições criminais contra a homossexualidade e às pessoas transgênero são aplicadas rigorosamente em toda a Arábia Saudita. A discussão pública sobre homossexuais e transgêneros é tolerada pelo governo, desde que o debate tenha a permanência de atitudes e costumes tradicionais como enfoque. No país, algumas mulheres se vestem como homens, a fim de contornar as restrições de segregação sexual em espaços públicos. No entanto, quando são capturadas, são enquadradas estritamente com as mesmas penalidades que a comunidade LGBT recebe. O governo saudita proíbe qualquer tipo de transgeneridade sob a jurisprudência islâmica e, portanto, é ilegal. As sanções penais para o transgenderismo tendem a ser as mesmas para a homossexualidade, ou seja, tortura, chicotadas, castrações químicas, multas, prisão, pena de morte e, para estrangeiros, acata-se a deportação.
O governo saudita não permite que as operações de mudança de sexo ocorram no país, e não permite que pessoas obtenham novos documentos legais para ter seu gênero alterado. Semelhante à homossexualidade, membros da família podem se sentir obrigados a matar um irmão ou parente LGBT para salvar ou restaurar a honra da família . Em 2017, dois policiais transgêneros foram torturados até a morte pela polícia saudita.

## Incidência de HIV e AIDS
Por lei, todos os cidadãos sauditas infectados pelo vírus HIV ou que tenham contraído AIDS recebem tratamento médico gratuito, direito à privacidade e oportunidades empregatícias. O governo tem produzido material educacional sobre como a doença se espalhou e, desde a década de 1980, Abdullah al-Hokail, médico saudita especialista em pandemias, tem permissão para transmitir anúncios na mídia sobre as formas de transmissão da doença. Apesar da divulgação de informações da patologia, a ignorância, o medo e o preconceito são, muitas da vezes, dirigidos às pessoas que portam essas doenças. Apesar do desígnio governamental de hospitais que tratem pacientes com HIV ou AIDS, muitos hospitais se recusam a cuidar dessas pessoas ou a não tratá-las de forma compassiva e humana. Hospitais e escolas relutam em distribuir informações governamentais sobre a doença por conta de fortes tabus e o estigma associado à forma de como o vírus é espalhado. Como exemplo, os preservativos são legalizados, mas até recentemente, estavam em diversos locais, exceto em hospitais ou farmácias.

### 1990: início das campanhas
No final da década de 1990, o governo saudita começou a intensificar uma campanha de educação pública sobre a AIDS e o HIV. Em primazia, reconheceu o Dia Mundial de Combate à AIDS e os jornais do país foram autorizados a publicar artigos e opiniões referentes às doenças, à necessidade de educação e à compaixão pelas pessoas infectadas. O número de pessoas infectadas que vivem na Arábia Saudita era secreto, já que a política oficial era que o país seguia os princípios da moral islâmica tradicional e consequentemente a doença não existia.

### 2003: aumento dos casos
Em 2003, o governo anunciou 6.787 casos de AIDS e, em 2004, o número oficial subiu para 7.808. As estatísticas do governo afirmam que a maioria dos casos são homens estrangeiros que contraíram a doença através de relações sexuais indevidas.

### 2006: conscientização
Em junho de 2006, o Ministério da Saúde da Arábia Saudita auferiu que mais de 10 mil cidadãos sauditas estavam infectados com o HIV ou tinham AIDS. Em dezembro de 2006, o jornal Arab News publicou um editorial que exigia maior conscientização pública de como o vírus era espalhado. No mesmo ano, um cidadão saudita chamado Rami al-Harithi revelou que havia se infectado com HIV enquanto fazia cirurgia e, devido a isso, tornou-se um defensor oficial da educação, demonstrando compaixão pelos que portavam a doença. A princesa Adila bint Abdulla Al Saud esteve envolvida na Saudi AIDS Society, permitida em dezembro de 2006 para realizar um leilão beneficente.

### 2007: sociedades contra o HIV
Em janeiro de 2007, um professor de economia saudita da Universidade Rei Abdulaziz, recebeu a autorização para averiguar o nível de educação sobre a pandemia da doença na universidade. Embora grande parte do tratamento médico seja oferecido por membros da família real saudita, há uma tentativa de obter permissão para criar sociedades independentes que endossam a AIDS. O objetivo dessas organizações é, além de lutar contra o preconceito que envolve a doença, ajudar as pessoas infectadas a encontrarem emprego e educação formal. Em 2007, uma organização financiada pelo governo, a Sociedade Nacional dos Direitos Humanos, publicou um documento que sugere a melhoria no tratamento das pessoas que convivem com a doença. O documento, intitulado de Declaração de Direitos, foi criticado pela Human Rights Watch por supostamente minar os direitos humanos e esforços globais no combate contra a pandemia.

### Estrangeiros portadores de AIDS e HIV
Durante a candidatura a um visto trabalhista, os estrangeiros são obrigados a certificar que não estão infectados como vírus antes de adentrar ao país, e são obrigados a fazer um teste em laboratórios licenciados pelo governo. Para que a autorização de trabalho seja emitida, é necessário que os estrangeiros realizem o teste novamente antes da renovação da residência ou da renovação do tempo de trabalho. Qualquer estrangeiro infectado que seja descoberto será mandado para o país de origem. Os estrangeiros, no entanto, não têm acesso a quaisquer medicamentos contra a AIDS e, enquanto aguardam a deportação, estão sujeitos à segregação na sociedade.

## Resumo
| Atividade entre pessoas do mesmo sexo                           | Não |
| Igualdade da idade do consentimento                             | Não |
| Leis anti-discriminatórias no trabalho                          | Não |
| Leis anti-discriminatórioas Não fornecimento de bens e serviços | Não |
| Leis anti-discriminatorias em crimes contra a honra             | Não |
| Casamento entre pessoas do mesmo sexo                           | Não |
| Reconhecimento de cônjuge do mesmo sexo                         | Não |
| Adoção por cônjuge do mesmo sexo                                | Não |
| Adoção conjunta por cônjuge do mesmo sexo                       | Não |
| Permissão de homossexuais ao serviço militar                    | Não |
| Direito legal de mudança de gênero                              | Não |
| Acesso à fertilização in vitro por lésbicas                     | Não |
| Empréstimo comercial para casais homossexuais                   | Não |
| Doação de sangue por homens homossexuais                        | Não |